# Kalsom binti Abdullah
Hajjah Kalsom binti Abdullah (Taftan, 12 settembre 1951) è stata sultana di Pahang dal 1992 al 2019.

## Biografia
Kalsom binti Abdullah è nata a Taftan il 12 settembre 1951 ed originaria del Pakistan. Ha lavorato come hostess.
Il 14 settembre 1991 ha sposato il sultano Ahmad Shah di Pahang, vedevo da qualche anno, che le ha concesso il titolo di Cik Puan Kalsom. Il 30 settembre dell'anno successivo è diventata sultana con l'appellativo di altezza reale. Il 10 febbraio 1994 è nato l'unico figlio della coppia, Tengku Abdul Fahd Mu'adzam.
La sovrana usa la sua posizione regale per promuovere molte cause sociali, è patrona di numerose organizzazioni e partecipa alle loro attività.
Il Yayasan Sri Kencana Kalsom, che porta il suo nome, offre rifugio alle famiglie monoparentali e alle donne che sono state vittime di abusi domestici. Il Yayasan aiuta queste persone a ricostruire le loro vite trovando loro un lavoro che garantisca l'indipendenza economica e una vita dignitosa.
È patrona di OrphanCARE Foundation, un'organizzazione non-profit che mira alla cura e all'adozione degli orfani. OrphanCARE ha anche creato la prima ruota degli esposti della Malaysia per consentire alle madri di lasciare in forma anonima i loro neonati indesiderati da dare in adozione come alternativa all'aborto. L'organizzazione è sostenuta anche dal Ministero delle donne, della famiglia e dello sviluppo sociale come partner intelligente.
Come patrona del Soroptimist Club di Kuantan, un raduno di donne professioniste che mettono in comune il loro talento per aiutare i bisognosi, Kalsom lavora a stretto contatto per guidare il movimento con le sue forti opinioni sulla responsabilizzazione. La sua preoccupazione per le donne deriva dalla sua filosofia personale secondo la quale i sogni devono essere perseguiti al massimo e che alle donne devono essere date tutte le opportunità per mettere a frutto i loro talenti.
Kalsom è anche membro onorario della Sorority, un club esclusivo per soli soci per ispirare le donne con sede a Londra. È considerata una donna ispiratrice che rappresenta la donna moderna, professionista che sta plasmando il futuro con stile ed espressione individuale.
Dal 2004 è patrona del Kiwanis di Kuantan.
Per il lavoro eccezionale che sta ispirando l'avanzamento della società l'Università Limkokwing di Tecnologia Creativa le ha assegnato un dottorato onorario in sviluppo sociale.
Il 22 maggio 2019 muore il marito Ahmad Shah di Pahang all'età di 88 anni presso il National Heart Institute, Kuala Lumpur